# Phyllophaga senicula
Phyllophaga senicula är en skalbaggsart som beskrevs av Bates 1888. Phyllophaga senicula ingår i släktet Phyllophaga och familjen Melolonthidae. Inga underarter finns listade i Catalogue of Life.